# Villa Kunreuther

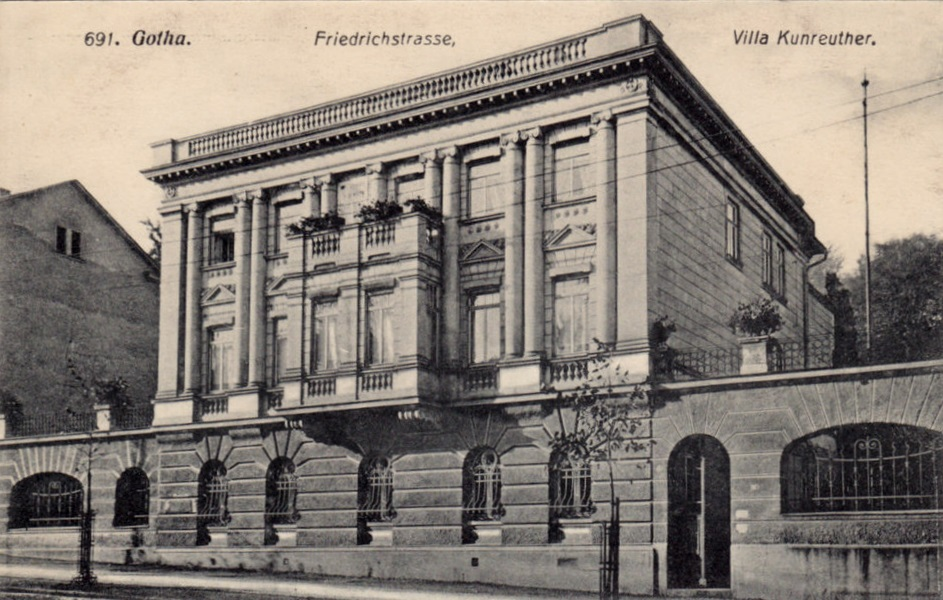
Villa Kunreuther, Ansichtskarte um 1905

Die Villa Kunreuther war eine historistische Villa in der Friedrichstraße 14 in Gotha. Sie war bis zu ihrem Teilabriss 2020 eingetragenes Kulturdenkmal. Heute ist von der originalen Bausubstanz nur die straßenseitige Fassade erhalten.

## Geschichte

### 1835: Bau durch Wilhelm Kuhn

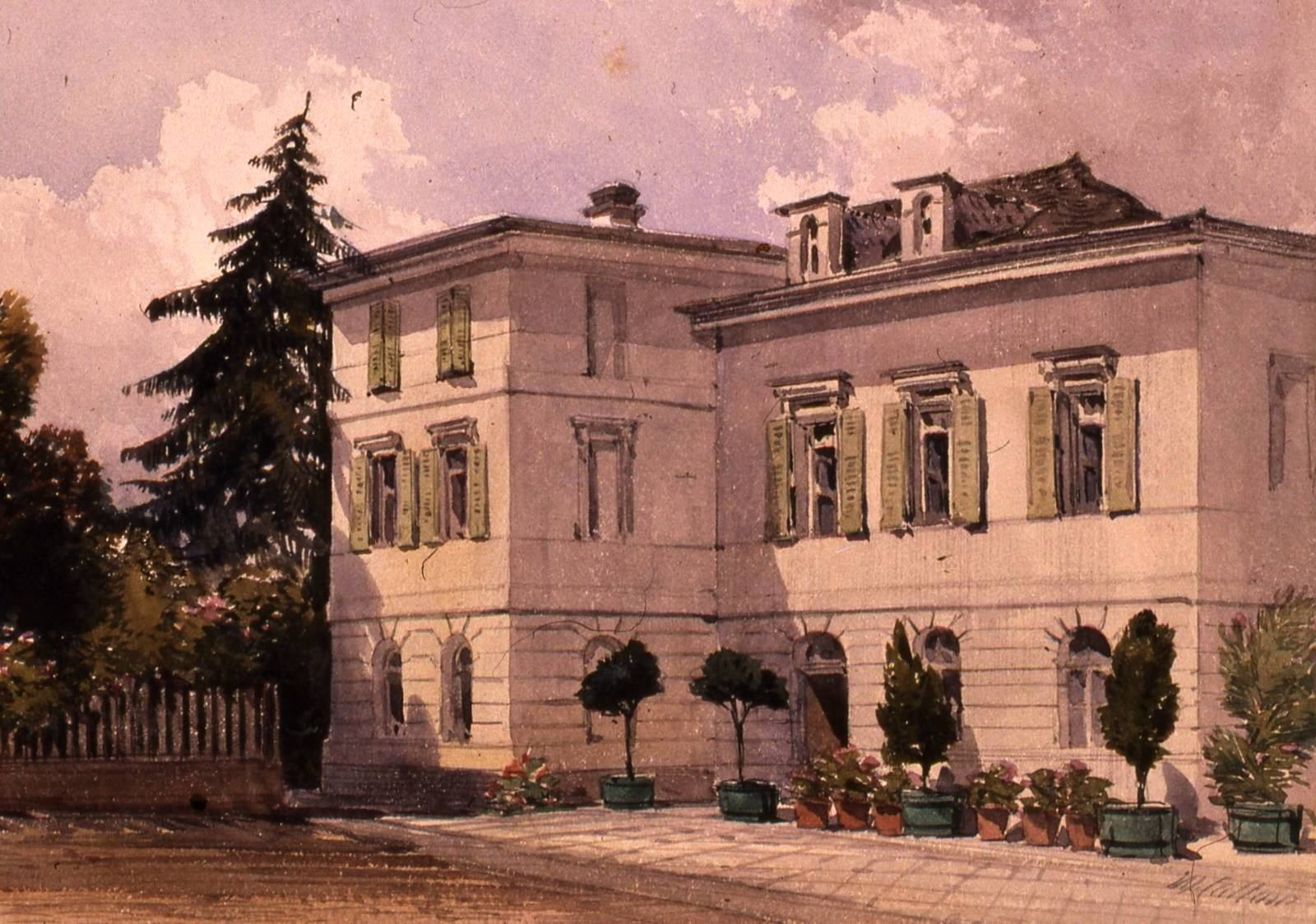
Die Villa um 1850, Aquarell von William Callow, um 1850

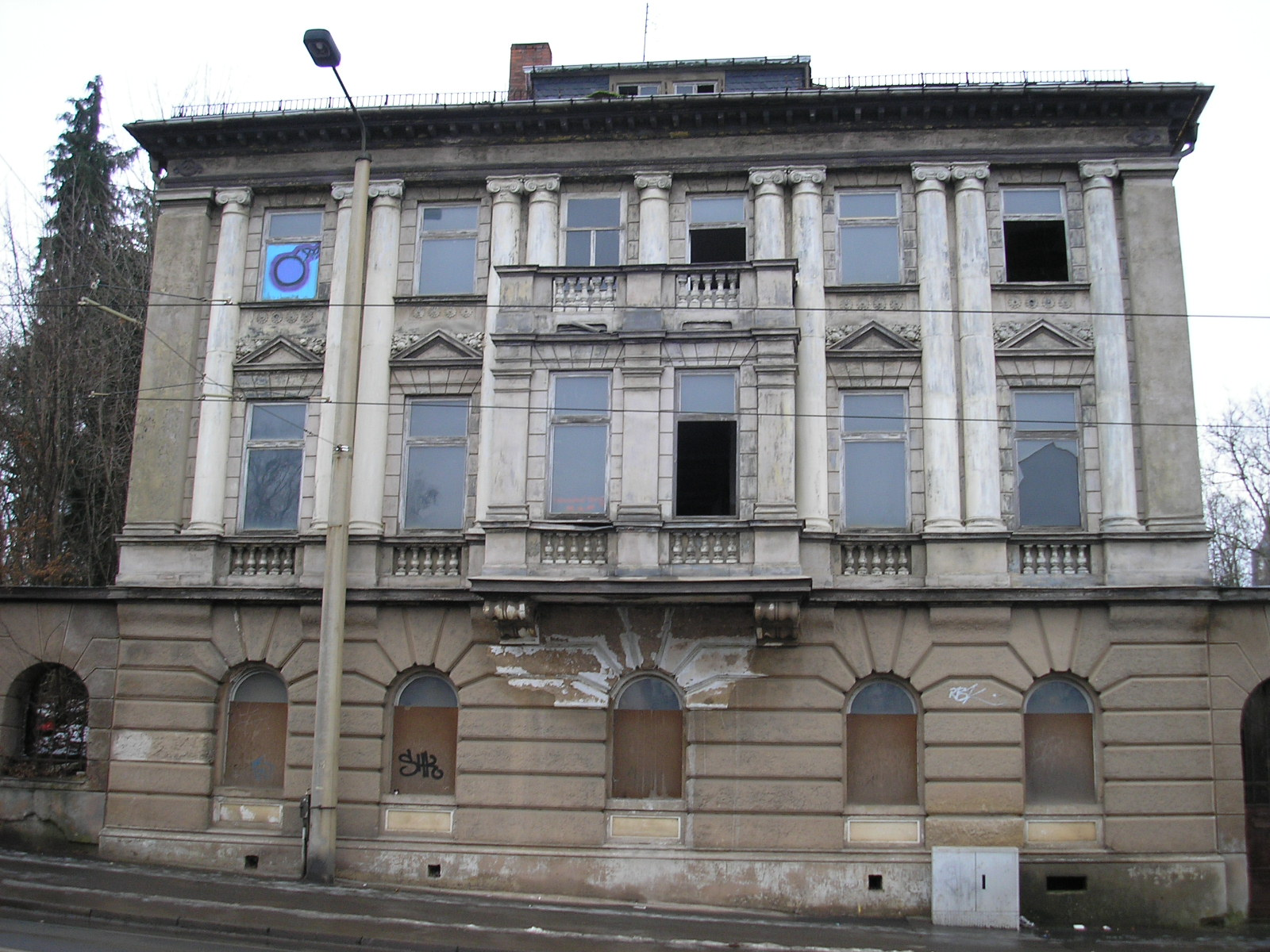
Die leerstehende Villa, 2007

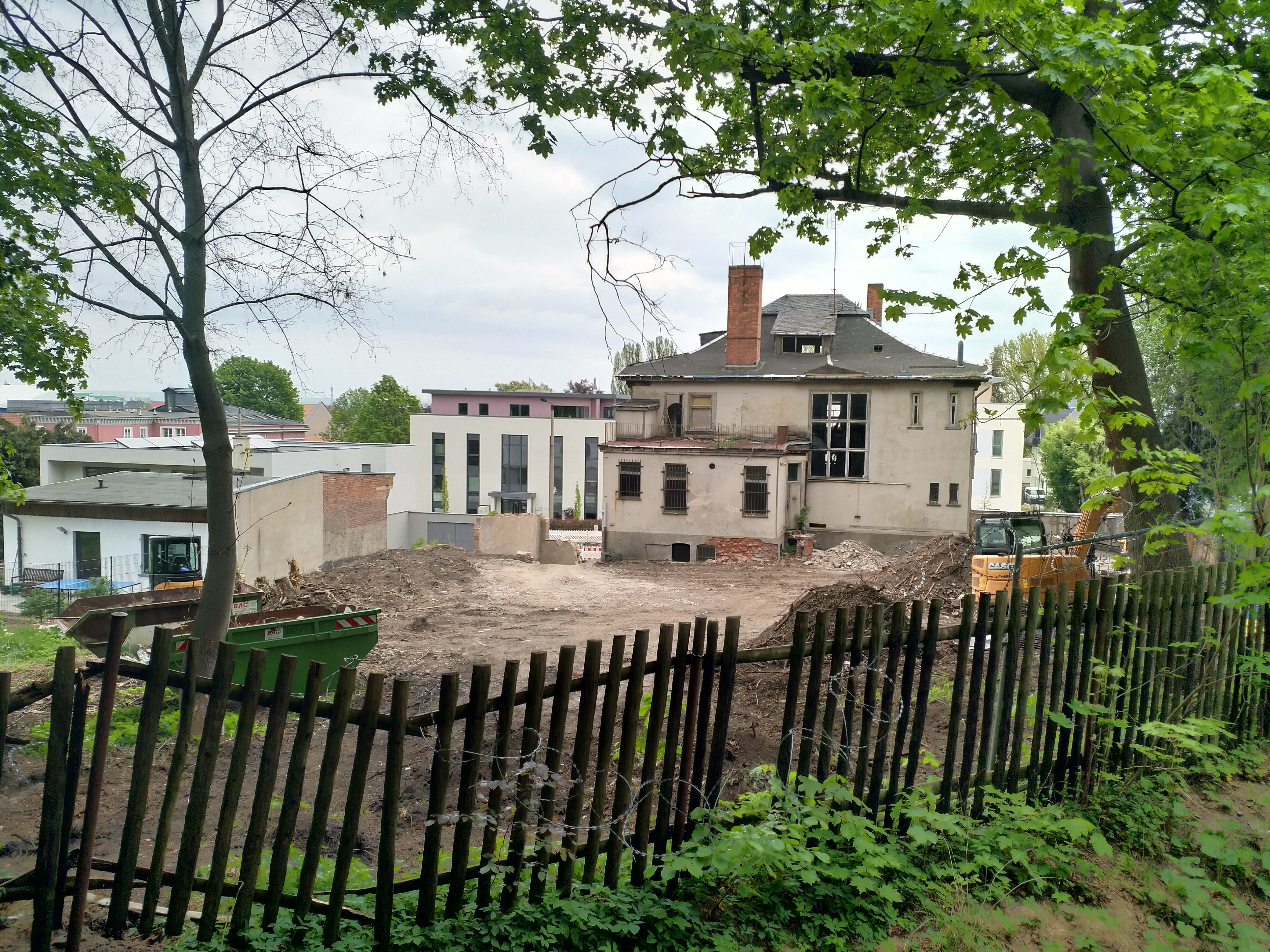
Die Westseite (straßenabgewandte Seite) der Villa, Mai 2020

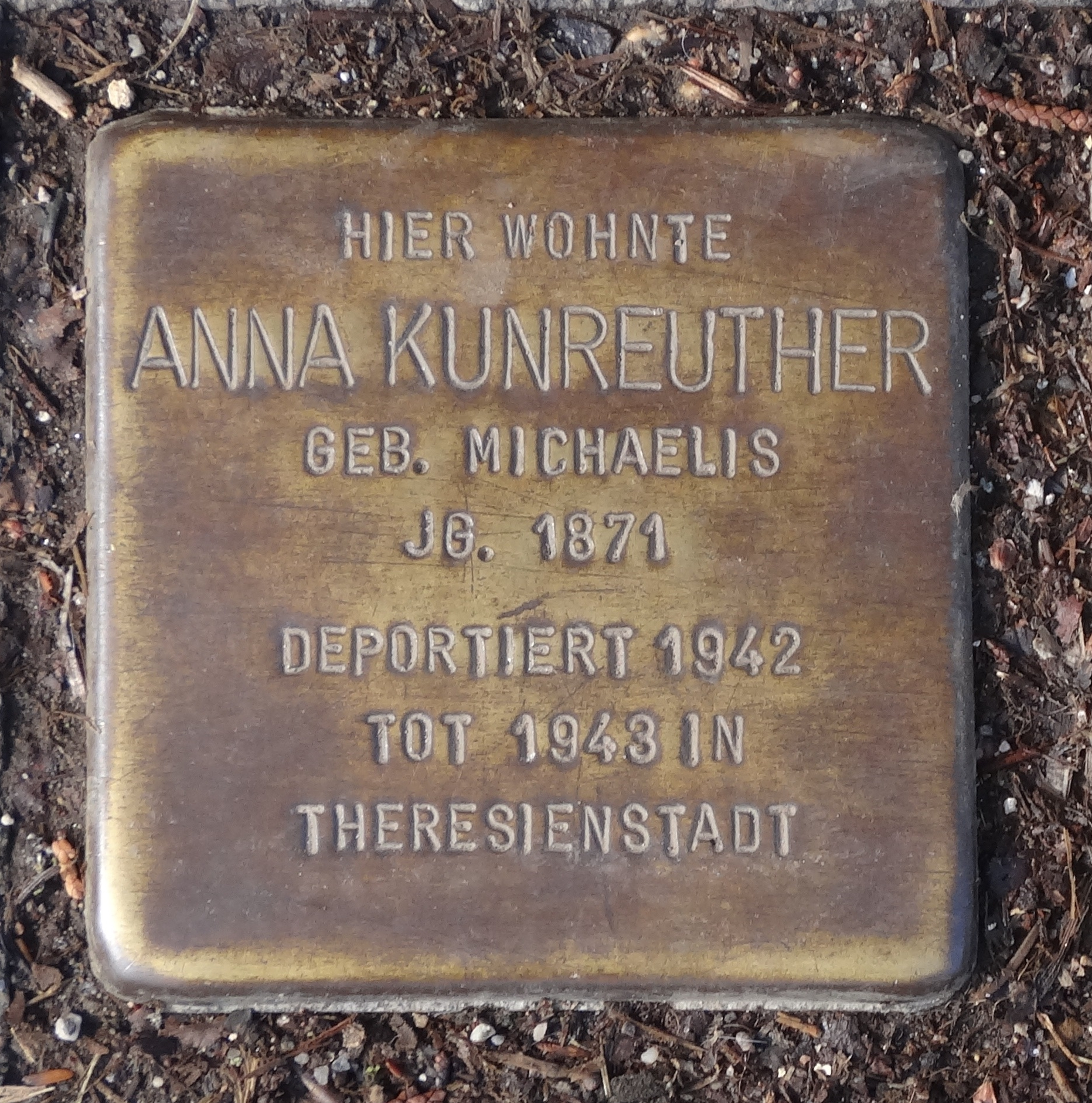
Stolperstein für Anna Kunreuther

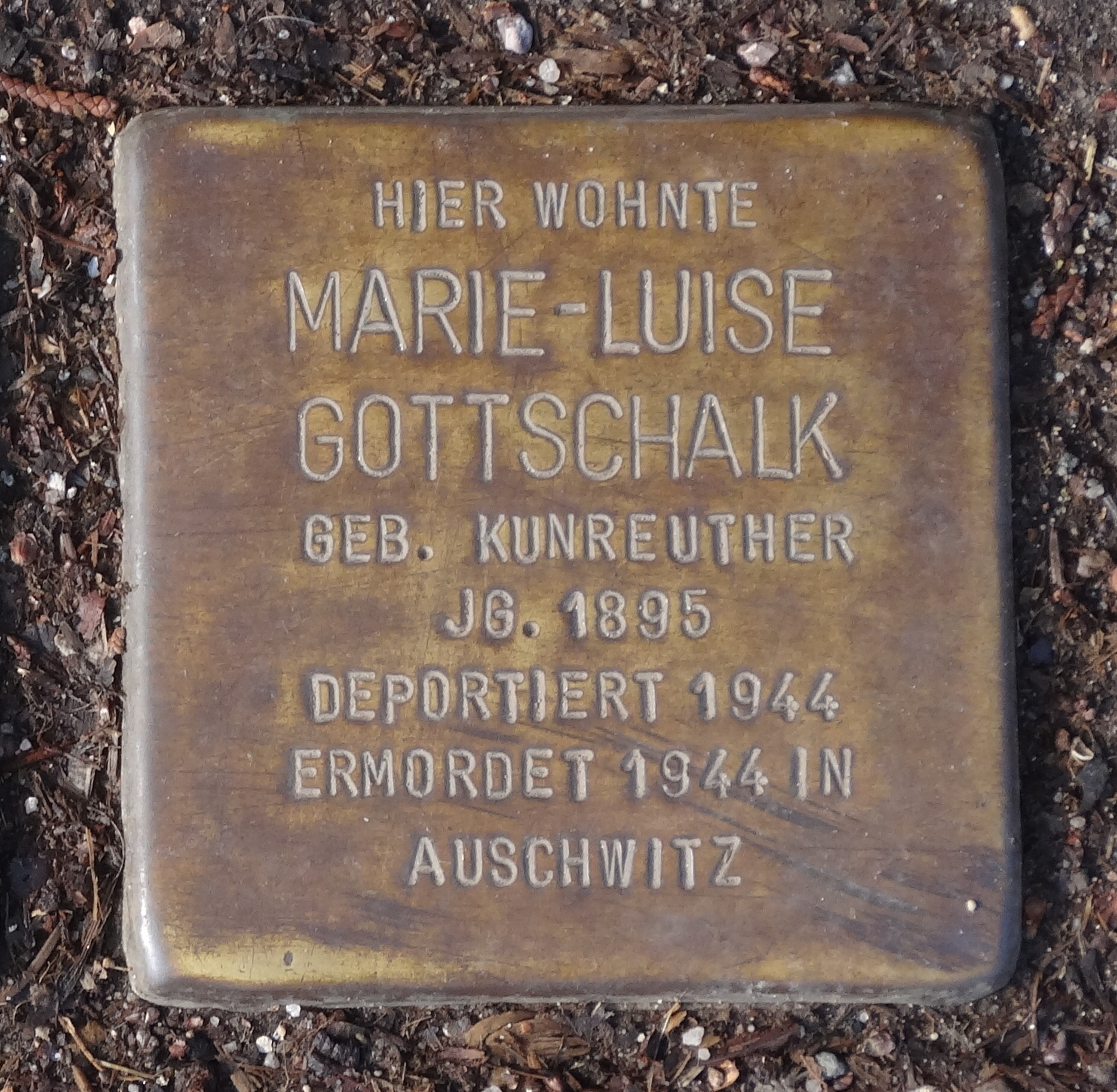
Stolperstein für Marie Luise Gottschalk

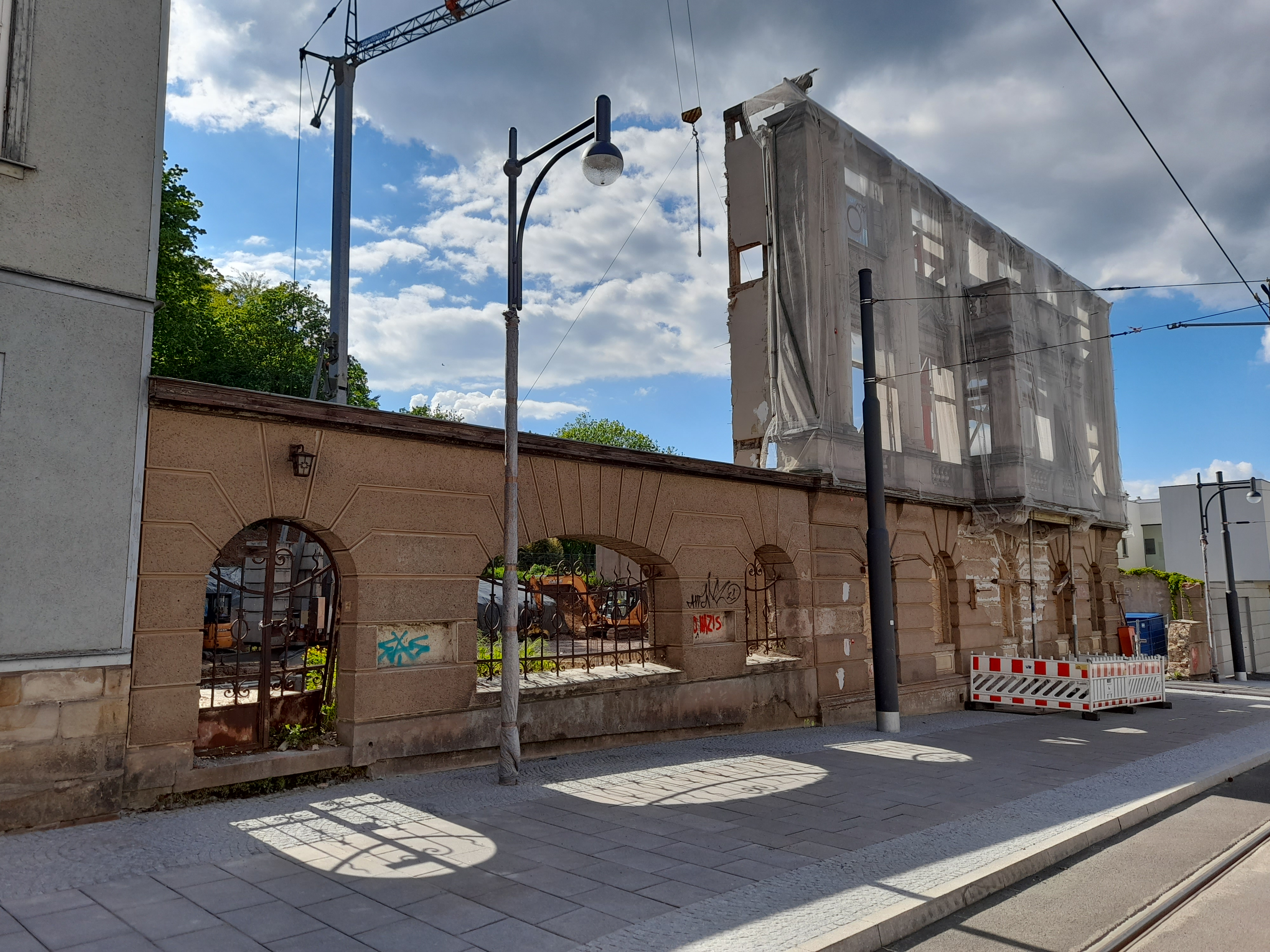
Der Fassadenrest (Mai 2021)

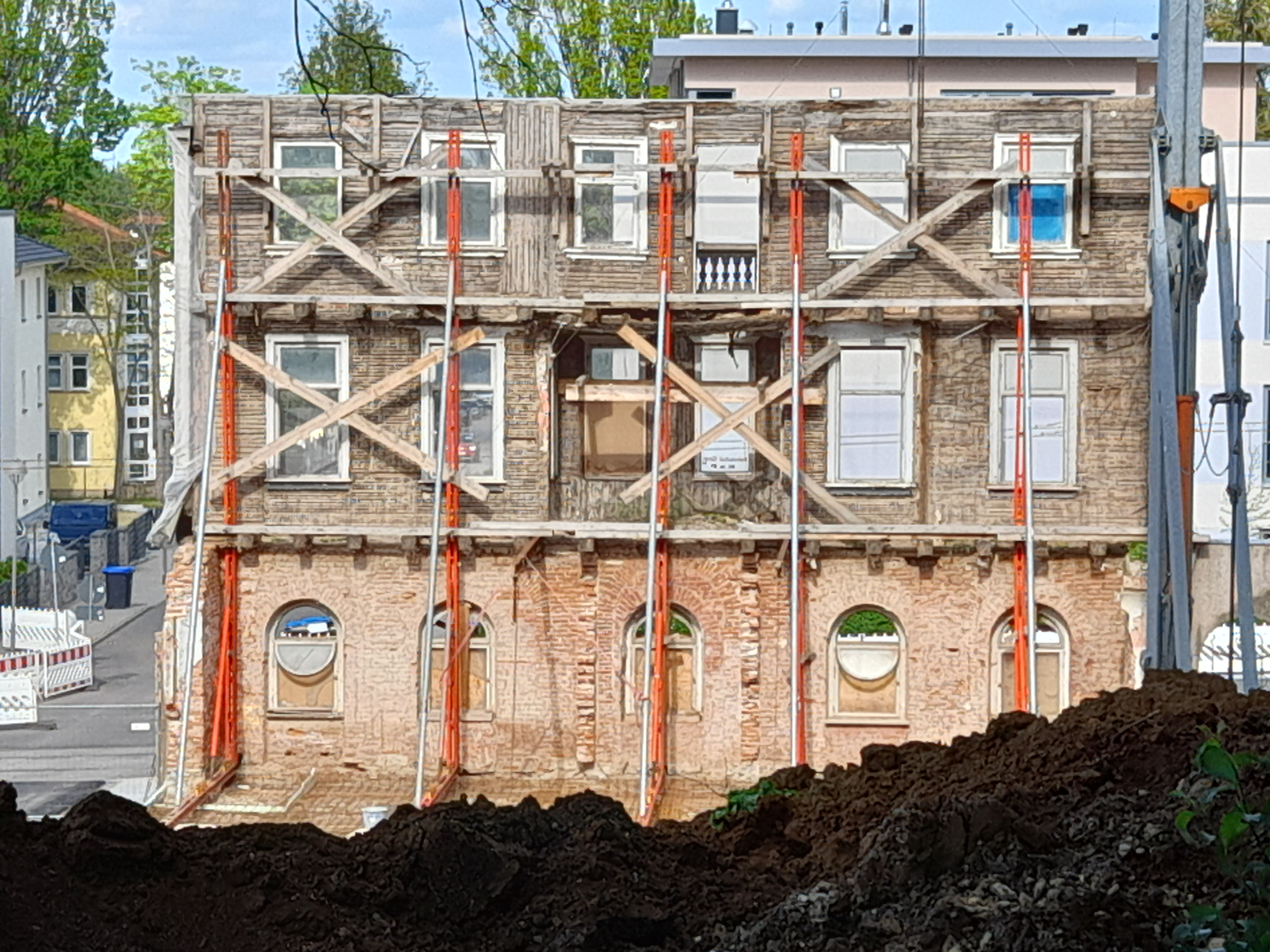
Fassade von der Innenseite, (Mai 2021)

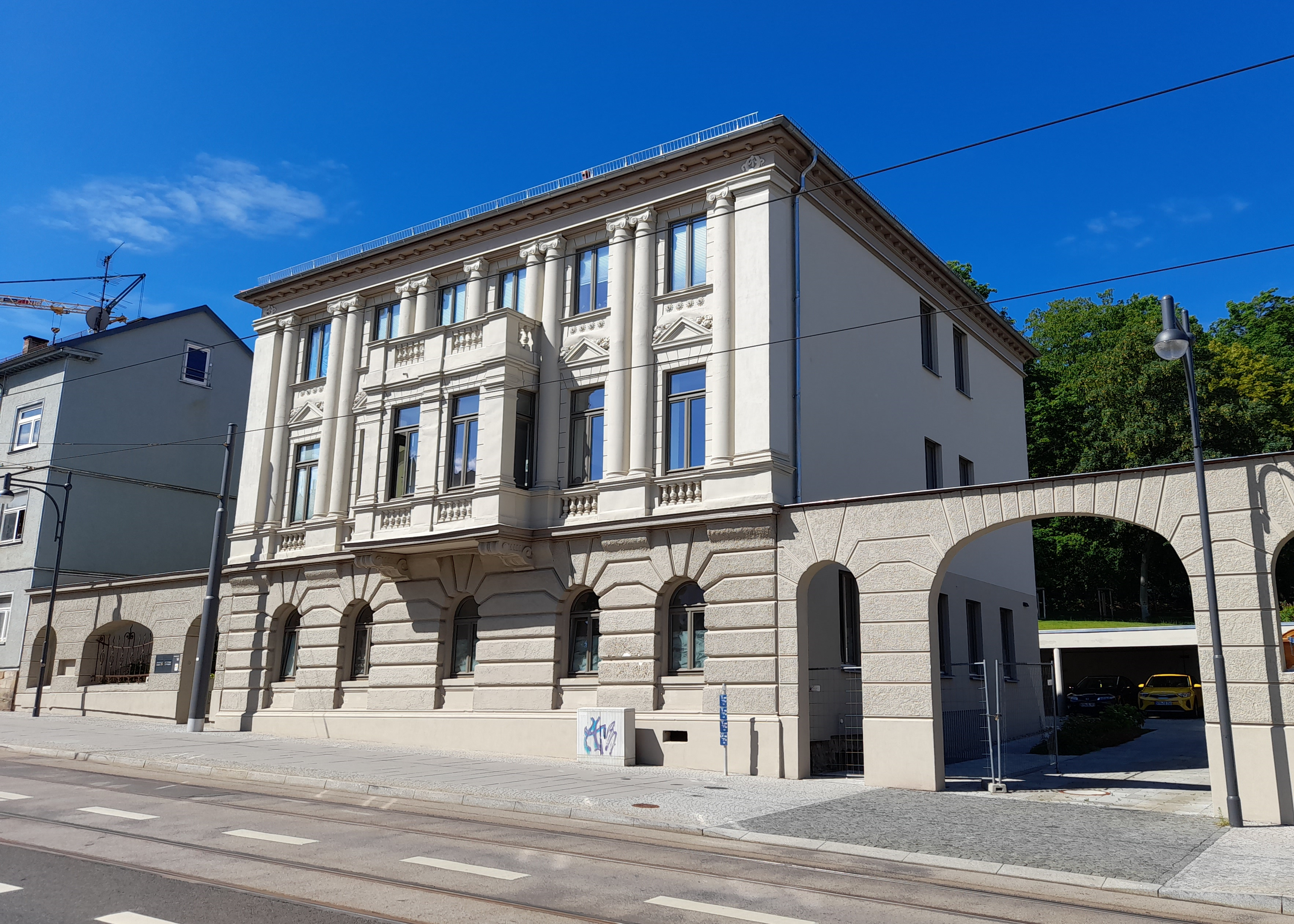
Straßenansicht nach Rekonstruktion (Juni 2023)

Die Villa wurde 1835/36 durch den Architekten Wilhelm Kuhn, seit 1831 Landbaumeister und Assessor des herzoglichen Hofbauamtes, in der damaligen Siebleber Vorstadt erbaut. Das Gebäude bekam – möglicherweise auch durch spätere Umbauten – einen annähernd quadratischem Grundriss mit einem ein pyramidenförmigen, flachgeneigten Walmdach, das oben mit einer Laterne zur Belichtung des zentral gelegenen Treppenhauses abschloss. Damit entsprach es dem in Gotha seit dem Bau des Prinzenpalais 1776 mehrfach angewendeten Bautyp einer palladianischen Villa mit einem inneren, über mehrere Geschosse gehenden Zentralraum nach dem Vorbild der Villa Rotonda. Weitere Beispiele solcher Villen in Gotha sind die 2007 abgebrochene Villa Madelung, Gartenstraße 31, erbaut 1837 durch den Architekten und Hofbaurat Gustav Eberhard, und die noch erhaltene ehemalige Villa Jacobs, Mozartstraße 3, erbaut 1840 durch den Architekten Ludwig Bohnstedt. Die Villa trug ab 1837 die Hausnummer 1210b. 1839 vermietete Kuhn die obere Etage. 1848 wurde er pensioniert und gleichzeitig zum herzoglichen Hofrat ernannt. 1852 wohnte Kuhn immer noch in der Villa, die nun die Hausnummer Friedrichstraße 14 bekam.

### 1859: Familien Credner und Arnim
1859 wurde der ehemalige Landtagsabgeordnete Karl Friedrich Heinrich Credner, als Eigentümer genannt. Er arbeitete jedoch zu der Zeit schon als Bergrat im Ministerium des Königreiches Hannover und verkaufte die Villa an den Stallmeister Wilhelm Arnim. Dieser vererbte sie später an seinen Sohn, Detlev Arnim.

### 1903: Familie Kunreuther
1903 erwarb der Rechtsanwalt Dr. Heinrich Kunreuther (1864–1925) die klassizistische Villa von der Familie Arnim. Er war Enkel des letzten Gelnhausener Rabbiners Hirsch Kunreuther. Sein Vater, der Jurist Dr. Jakob Kunreuther (1829–ca. 1900), war 1862 von Gelnhausen nach Gotha gezogen und hatte in der Auguststraße 4 eine erfolgreiche Rechtsanwaltspraxis eröffnet. Grund der Übersiedlung war, dass ihn die herzögliche Regierung in Gotha dort zum Rechtsanwalt und Notar ernannt hatte, während die kurhessische Regierung ihm trotz „glänzend bestandener Examina“ die Zulassung in seiner Heimatstadt verweigert hatte. Um 1900 war Heinrich Kunreuther nach Studium der Rechts- und Staatswissenschaften, Promotion und ausgedehnten Italienreisen in die väterliche Praxis eingetreten. Gleich nach Erwerb ließ er die Villa durch den Architekten Richard Klepzig durchgreifend umbauen. Der zentrale Eingang zur Straße wurde aufgegeben, der Eingang zur Kanzlei wurde an die Nordseite und der Eingang zur Wohnung an die Südseite verlegt. Die um das zentrale Treppenhaus entwickelten Grundrisse wurden dem neuen Nutzungskonzept entsprechend umgestaltet und die Räume mit Wandvertäfelungen und bildlich gestalteten Bleiverglasungen repräsentativ ausgestattet. Die Straßenfassade wurde in den Obergeschossen durch Vorblendung einer über 2 Stockwerke gehenden neobarocken Kolossalordnung, einem mittig angeordneten Erker und einer Balustrade auf dem Dach repräsentativ neugestaltet. 1904 heiratete Kunreuther in Frankfurt die 1871 in Worms geborene Anna Marie Michaelis, mit der er 1895 eine Tochter, Marie Luise, bekam. Die Kanzlei des später zum „Geheimen Hofrat“ ernannten Kunreuther gehörte zu den angesehensten Rechtsanwaltsbüros in Gotha, beriet die herzogliche Familie in Rechtsfragen und war zu Beginn der 1890er Jahre an der Gründung der ersten Gothaer Wohnungsbaugenossenschaft (WBG) beteiligt.
1925 starb Heinrich Kunreuther und überließ die Praxis seinem Schwiegersohn, dem Juristen Dr. Günther Gottschalk aus Meiningen. Er wurde auf dem Hauptfriedhof Gotha bestattet. Während der Zeit des Nationalsozialismus wurde Günther Gottschalk gezwungen, seine Praxis zu schließen und wurde während des Krieges durch die Organisation Todt dienstverpflichtet. Am 20. September 1942 wurden seine Schwiegermutter Anna Marie Kunreuther und seine Frau Marie Luise in das Ghetto Theresienstadt deportiert. Anna Marie starb dort am 13. Februar 1943. Marie Luise wurde von Theresienstadt in das KZ Auschwitz gebracht und starb dort im Dezember 1944. An die Verschleppung von Anna Kunreuther und Marie Luise Gottschalk erinnern zwei Stolpersteine vor dem Gebäude.
Nach Kriegsende wurde Günther Gottschalk neben Oskar Gründler, Hermann Henselmann, Hugo Meister u. a. Mitglied des am 3. Mai in Gotha konstituierten „Antifaschistischen Komitees“ und einen Tag später zum neuen Oberbürgermeister der Stadt Gotha ernannt. Doch schon im Dezember 1945 trat er von diesem Amt zurück, um wieder als Anwalt im Hause Friedrichstraße 14 zu arbeiten. Er heiratete 1946 ein zweites Mal und starb am 30. September 1947. Gottschalks Tochter Gabriele, der er die Villa schon kurz nach ihrer am 27. Oktober 1926 erfolgten Geburt übertragen hatte, verließ nach Gründung der DDR das Land Richtung Westen und heiratete einen Herrn Storsberger.

### 1950: Stadt Gotha, Leerstand, Restitution und Wiederaufbau
1950 übernahm die Stadt Gotha die Villa und übergab sie zur Nutzung dem Klub der Kulturschaffenden, der sie bis 1990 nutzte. Danach wurde das Gebäude restituiert, von den Erben an eine in Düsseldorf lebende Person verkauft, stand seitdem leer und verfiel.
Nach 2016 erwarb der Bauingenieur Michael Leepin unter Mitwirkung des Oberbürgermeisters Knut Kreuch das Gebäude. 2019 erfolgte der Besitzübergang. In einem Video, das die noch erhaltene Innenhalle mit weitgehend noch intakten Fachwerkwänden, Holzvertäfelungen u. a. zeigt, äußerte der Eigentümer: „Mittlerweile ist der Zustand so desaströs, dass wir nur die Straßenfassade halten können, und das wird wahrscheinlich mit aufwändigen Abstützungen erfolgen, die dann durch alle Geschosse die Fassade von innen halten. (…) Anders wie beim Winterpalais – dort wurde die Fassade Richtung Fußweg abgestützt (…)“. Nach seinen Erläuterungen sollte der bis 2020 noch erhaltene mehrgeschossige Zentralraum einschließlich der Wandvertäfelungen und Ausstattungsdetails aus dem Umbau von 1903 zugunsten von Wohnflächen aufgegeben werden. Bis August 2020 wurde die Villa bis auf die straßenseitige Fassade abgebrochen.